# Премия Зигмаса Геле
Пре́мия Зи́гмаса Геле (лит. Zigmo Gėlės premija) — премия за лучший дебютный поэтический сборник, присуждаемая в Литве ежегодно начиная с 1977 года. Премия носит имя литовского поэта Зигмаса Геле (1894—1912). Присуждается в Шяуляе, где поэт провёл бо́льшую часть своей короткой жизни.

## Лауреаты[1]
- 1977 — Видманте Ясукайтите
- 1978 — Антанас А. Йонинас
- 1979 — Римантас Ванагас
- 1980 — Видас Марцинкявичус
- 1981 — Пятрас Бальчюнас
- 1982 — Даля Дубицкайте
- 1983 — Гинтаутас Дарбишюс
- 1984 — Владас Бразюнас
- 1985 — Таутвида Марцинкявичюте
- 1986 — Ниёле Миляускайте
- 1987 — Алис Бальберюс
- 1988 — Мария Юргелявичене
- 1989 — Айдас Марченас
- 1990 — Даля Язукявичюте
- 1991 — Сигитас Парульскис
- 1992 — Эугениюс Алишанка
- 1993 — Витаутас Цинаускас
- 1994 — Гинтарас Граяускас
- 1995 — Витаутас Киркутис
- 1996 — Даля Бозите
- 1997 — Ирена Битинайте
- 1998 — Альвидас Шляпикас
- 1999 — Миндаугас Валюкас
- 2000 — Римантас Кмита
- 2001 — Лина Бурбайте („Autostrada Titikaka–Plateliai“)
- 2002 — Рената Радавичюте („Skersvėjis“)
- 2003 — Дайва Молите-Лукаускене („Natiurmortas su gudobelės šaka“)
- 2004 — Ниёле Дауётите („Vienmečiai augalai“)
- 2005 — Донатас Пятрошюс („Iš tvermės D“)
- 2006 — Юргита Бутките („Voratinkliais apsigobusios“)
- 2007 — Даля Бельските („Raudona“)
- 2008 — Пятрас Гинталас (посмертно, „Einu namo“)
- 2009 — Гвидас Латакас („Kol išsiris varniukai“)
- 2010 — Витаутас Станкус („Vaikščiojimas kita ledo puse“)
- 2011 — Миндаугас Настаравичюс („Dėmėtų akių“)
- 2012 — Ильзе Буткуте („Karavanų lopšinės“)
- 2013 — Эрнестас Норейка („Povų ežeras“)
- 2014 — Аугустинас Дайнис („Akys girdi sielagėlę“)
- 2015 — Юргиста Яспоните („Šaltupė“)